# Capoeta bergamae
Capoeta bergamae е вид лъчеперка от семейство Шаранови (Cyprinidae). Видът е почти застрашен от изчезване.

## Разпространение и местообитание
Разпространен е в Турция.
Обитава сладководни басейни, морета, реки и потоци.

## Описание
На дължина достигат до 19,8 cm.
Популацията на вида е намаляваща.